# Liste de peintures d'Auguste Renoir
Liste de tableaux d'Auguste Renoir qui a réalisé plus de 4 000 toiles :

## Débuts dans la peinture
| Tableau | Titre                                                   | Année     | Technique                         | Dimensions       | Lieu de conservation                                 | Référence     |
| ------- | ------------------------------------------------------- | --------- | --------------------------------- | ---------------- | ---------------------------------------------------- | ------------- |
|         | Portrait de la mère de Renoir                           | 1860      | Huile sur toile                   | 45 × 38 cm       | Collection privée                                    | Ouvrage       |
|         | Retour d'une partie de bateau                           | 1862      | Huile sur toile                   | 50,8 × 61 cm     | Collection privée                                    | Ouvrage       |
|         | Portrait de Marie-Zélie Laporte                         | 1864      | huile sur toile                   | 80,4 × 67,6 cm   | Musée des Beaux-Arts de Limoges                      | [ 4 ]         |
|         | Romaine Lacaux                                          | 1864      | Huile sur toile                   | 81,3 × 65 cm     | Cleveland Museum of Art à Cleveland                  | Musée Ouvrage |
|         | Portrait de William Sisley                              | 1864      | Huile sur toile                   | 81 × 65 cm       | Musée d'Orsay à Paris                                | Musée         |
|         | Alfred Sisley                                           | 1864      | Huile sur toile                   | 81 × 65 cm       | Fondation et Collection Emil G. Bührle               | Musée         |
|         | Lys et plantes de serre                                 | 1864      | Huile sur toile                   | 96 × 130 cm      | Musée Oskar Reinhart « Am Stadtgarten », Winterthour | Musée         |
|         | La Clairière                                            | 1865      | Huile sur toile                   | 57,2 × 82,6 cm   | Detroit Institute of Arts à Détroit                  | Musée         |
|         | Mademoiselle Sicot                                      | 1865      | Huile sur toile                   | 116 × 89,5 cm    | National Gallery of Art à Washington                 | Musée         |
|         | Paysage avec deux personnages                           | 1865-1866 | Huile sur toile                   | 33 × 24,1 cm     | Collection privée                                    | Ouvrage       |
|         | Bouquet printanier                                      | 1866      | Huile sur toile                   | 104,7 × 80,3 cm  | Fogg Art Museum à Cambridge (Massachusetts)          | Musée         |
|         | Le cabaret de la Mère Antony                            | 1866      | Huile sur toile                   | 195 × 130 cm     | Nationalmuseum à Stockholm                           | Musée Ouvrage |
|         | Dans le Parc de Saint-Cloud                             | 1866      | Huile sur toile                   | 50 × 61 cm       | Collection privée                                    | Ouvrage       |
|         | Le Peintre Jules Le Cœur dans la forêt de Fontainebleau | 1866      | Huile sur toile                   | 106 × 80 cm      | Musée d'art de São Paulo                             | Musée         |
|         | Lise cousant                                            | 1866      | Huile sur toile                   | 55,88 × 45,72 cm | Musée d'Art de Dallas                                | Musée         |
|         | Fleurs dans un vase                                     | ca 1866   | Huile sur toile                   | 81,3 × 65,1 cm   | National Gallery of Art, Washington                  | Musée         |
|         | Diane chasseresse                                       | 1867      | Huile sur toile                   | 199,5 × 129,5 cm | National Gallery of Art, Washington                  | Musée         |
|         | Frédéric Bazille peignant à son chevalet                | 1867      | Huile sur toile                   | 106 × 74 cm      | Musée d'Orsay, Paris                                 | Musée         |
|         | Lise à l'ombrelle                                       | 1867      | Huile sur toile                   | 184 × 115 cm     | Musée Folkwang, Essen                                | Musée         |
|         | Le Pont des Arts                                        | 1867-1868 | Huile sur toile                   | 60,9 × 100,3 cm  | Norton Simon Museum à Pasadena                       | Musée         |
|         | Clown au cirque                                         | 1868      | Huile sur toile                   | 85 × 59 cm       | Musée Kröller-Müller à Otterlo                       | Musée         |
|         | En été                                                  | 1868      | Huile sur toile                   | 85 × 59 cm       | Alte Nationalgalerie (Berlin)                        | Musée         |
|         | Les Fiancés - Le Ménage Sisley                          | 1868      | Huile sur toile                   | 105 × 75 cm      | Wallraf-Richartz Museum à Cologne                    | Musée         |
|         | Le Garçon au chat                                       | 1868      | Huile sur toile                   | 123 × 66 cm      | Musée d'Orsay, Paris                                 | Musée         |
|         | Femme dans un jardin                                    | 1868      | Huile sur toile                   | 105 × 73 cm      | Kunstmuseum (Bâle)                                   | Musée         |
|         | Les Patineurs                                           | 1868      | Huile sur toile                   | 72 × 90 cm       | Collection privée                                    | Ouvrage       |
|         | Chalands sur la Seine                                   | 1869      | Huile sur toile                   | 47 × 64 cm       | Musée d'Orsay, Paris                                 | Musée         |
|         | La Grenouillère                                         | 1869      | Huile sur toile                   | 59 × 80 cm       | Musée des beaux-arts Pouchkine à Moscou              | Ouvrage       |
|         | La Grenouillère                                         | 1869      | Huile sur toile                   | 66 × 81 cm       | Nationalmuseum à Stockholm                           | Musée         |
|         | La Grenouillère                                         | 1869      | Huile sur toile                   | 65,1 × 92,1 cm   | Musée Oskar Reinhart « Am Römerholz » à Winterthour  | Musée         |
|         | Léonard Lenoir, le père de l'artiste                    | 1869      | Huile sur toile                   | 62,2 × 47 cm     | Musée d'art de Saint-Louis                           | Musée         |
|         | Fleurs dans un pot en faïence                           | ca 1869   | Huile sur carton, monté sur toile | 64,8 × 54,3 cm   | Musée des beaux-arts de Boston                       | Musée         |

## L'Impressionnisme
| Tableau | Titre                                                                  | Année     | Technique                             | Dimensions       | Lieu de conservation                                      | Référence                  |
| ------- | ---------------------------------------------------------------------- | --------- | ------------------------------------- | ---------------- | --------------------------------------------------------- | -------------------------- |
|         | Nymphe à la source                                                     | 1869-1870 | Huile sur toile                       | 66,7 × 122,9 cm  | National Gallery à Londres                                | Musée                      |
|         | La Baigneuse au griffon                                                | 1870      | Huile sur toile                       | 184 × 115 cm     | Musée d'art de São Paulo                                  | Musée                      |
|         | Madame Clémentine Stora en costume algérien                            | 1870      | Huile sur toile                       | 84,5 × 59,7 cm   | Musée des beaux-arts de San Francisco                     | Musée                      |
|         | Odalisque (Femme d'Alger)                                              | 1870      | Huile sur toile                       | 69,2 × 122,6 cm  | National Gallery of Art, Washington                       | Musée                      |
|         | La Promenade                                                           | 1870      | Huile sur toile                       | 81,3 × 65 cm     | J. Paul Getty Museum, Los Angeles                         | Musée                      |
|         | Tête de chien                                                          | 1870      | Huile sur toile                       | 21,9 × 20 cm     | National Gallery of Art, Washington                       | Musée                      |
|         | Jeune femme à la voilette                                              | ca 1870   | Huile sur toile                       | 61 × 51 cm       | Musée d'Orsay, Paris                                      | Musée                      |
|         | Une route à Louveciennes                                               | ca 1870   | Huile sur toile                       | 38,1 × 46,4 cm   | Metropolitan Museum of Art à New York                     | Musée                      |
|         | Rapha Maître (Madame Edmond Maître)                                    | 1870-1871 | Huile sur toile                       | 37,4 × 32,3 cm   | Smith College Museum of Art à Northampton (Massachusetts) | Musée                      |
|         | Bateau-lavoir sur la Seine, près de Paris                              | 1871      | Huile sur toile                       | 46,4 × 55,9 cm   | Morohashi Museum of Modern Art, préfecture de Fukushima   | Musée Ouvrage              |
|         | La Femme à la perruche                                                 | 1871      | Huile sur toile                       | 92,1 × 65,1 cm   | Musée Solomon R. Guggenheim, New York                     | Musée                      |
|         | Madame Édouard Bernier                                                 | 1871      | Huile sur toile                       | 78,1 × 62 cm     | Metropolitan Museum of Art, New York                      | Musée                      |
|         | Nature morte au bouquet                                                | 1871      | Huile sur toile                       | 74 × 59 cm       | Musée des beaux-arts de Houston                           | Musée                      |
|         | Rapha Maître                                                           | 1871      | Huile sur toile                       | 130 × 83 cm      | Collection privée                                         | Ouvrage                    |
|         | La Seine à Chatou                                                      | 1871      | Huile sur toile                       | 45,7 × 55,9 cm   | Musée des beaux-arts de l'Ontario à Toronto               | Musée                      |
|         | Lise au foulard blanc                                                  | vers 1872 | Huile sur toile                       | 61 × 50 cm       | Musée d'Art de Dallas                                     | Musée                      |
|         | Camille Monet                                                          | 1872      | Huile sur toile                       | 61 × 50 cm       | Musée Marmottan Monet, Paris                              | Musée                      |
|         | Camille Monet lisant                                                   | 1872      | Huile sur toile                       | 61,2 × 50,3 cm   | Clark Art Institute, Williamstown                         | Musée                      |
|         | Claude Monet                                                           | 1872      | Huile sur ciment                      | 65 × 50 cm       | National Gallery of Art, Washington                       | Musée                      |
|         | Claude Monet lisant                                                    | 1872      | Huile sur toile                       | 61 × 50 cm       | Musée Marmottan, Paris                                    | Musée                      |
|         | Madame Monet étendue sur un sofa                                       | 1872      | Huile sur toile                       | 53 × 71,7 cm     | Musée Calouste-Gulbenkian, Lisbonne                       | Musée                      |
|         | Intérieur de harem à Montmartre (Parisiennes habillées en algériennes) | 1872      | Huile sur toile                       | 156 × 128,8 cm   | Musée national de l'Art occidental, Tōkyō                 | Musée                      |
|         | Le Pont-Neuf                                                           | 1872      | Huile sur toile                       | 75,3 × 93,7 cm   | National Gallery of Art, Washington                       | Musée                      |
|         | Roses dans un vase                                                     | 1872      | Huile sur toile                       | 66 × 41 cm       | Collection privée                                         | Ouvrage                    |
|         | Sur le sentier                                                         | 1872      | Huile sur toile                       | 46 × 38 cm       | Collection privée                                         | Ouvrage                    |
|         | Femme demi-nue couchée : la rose                                       | ca 1872   | Huile sur toile                       | 29,5 × 25 cm     | Musée d'Orsay, Paris                                      | Musée                      |
|         | L'Ombrelle renversée                                                   | ca 1872   | Huile sur toile                       | 65 × 54 cm       | Clark Art Institute, Williamstown                         | Ouvrage                    |
|         | Le Coup de vent                                                        | vers 1872 | Huile sur toile                       | 52 × 82 cm       | Fitzwilliam Museum, Cambridge                             | Musée                      |
|         | Printemps à Chatou                                                     | 1872-1875 | Huile sur toile                       | 59 × 74 cm       | Collection privée                                         | Ouvrage                    |
|         | L'allée cavalière au bois de Boulogne                                  | 1873      | Huile sur toile                       | 262 × 226 cm     | Kunsthalle de Hambourg                                    | Musée                      |
|         | Canotiers à Argenteuil                                                 | 1873      | Huile sur toile                       | 50 × 61 cm       | Collection privée                                         | Ouvrage                    |
|         | Claude Monet peignant dans son jardin à Argenteuil                     | 1873      | Huile sur toile                       | 50 × 62 cm       | Wadsworth Atheneum, Hartford                              | Musée                      |
|         | Jeune Femme lisant                                                     | 1873      | Huile sur toile                       | 35,5 × 27,5 cm   | Collection privée                                         | Ouvrage                    |
|         | La Mare aux canards                                                    | 1873      | Huile sur toile                       | 50,2 × 61 cm     | Dallas Museum of Art                                      | Musée                      |
|         | La Mare aux canards                                                    | 1873      | Huile sur toile                       | 50,8 × 62,2 cm   | Collection privée                                         | Ouvrage                    |
|         | Les Moissonneurs                                                       | 1873      | Huile sur toile                       | 60 × 74 cm       | Collection privée                                         | Ouvrage                    |
|         | La Seine à Argenteuil                                                  | 1873      | Huile sur toile                       | 46,5 × 65 cm     | Musée d'Orsay, Paris                                      | Musée                      |
|         | Vue de Bougival                                                        | 1873      | Huile sur toile                       | 49,5 × 57,1 cm   | Milwaukee Art Museum à Milwaukee                          | Musée                      |
|         | Dans la loge                                                           | ca 1873   | Huile sur toile                       | 27 × 22 cm       | Collection Durand-Ruel à Paris                            | Ouvrage                    |
|         | Printemps, Chatou                                                      | 1873      | Huile sur toile                       | 73 × 92 cm       | Institut Courtauld à Londres                              | Musée                      |
|         | Deux femmes dans l'herbe                                               | ca 1873   | Huile sur toile                       | 59,7 × 73 cm     | Fondation Barnes, Merion (Pennsylvanie)                   | Musée                      |
|         | Camille Monet et son fils Jean dans le jardin à Argenteuil             | 1874      | Huile sur toile                       | 50,4 × 68 cm     | National Gallery of Art, Washington                       | Musée                      |
|         | L'Abreuvoir                                                            | 1874      | Huile sur toile                       | 47 × 61 cm       | Collection Peter Nathan                                   | Ouvrage                    |
|         | Charles Le Cœur                                                        | 1874      | Huile sur toile                       | 42 × 29 cm       | Musée d'Orsay, Paris                                      | Musée                      |
|         | Madame Georges Hartmann                                                | 1874      | Huile sur toile                       | 183 × 124 cm     | Musée d'Orsay, Paris                                      | Musée                      |
|         | La Danseuse                                                            | 1874      | Huile sur toile                       | 142,5 × 94,5 cm  | National Gallery of Art, Washington                       | Musée                      |
|         | Jardin à Fontenay                                                      | 1874      | Huile sur toile                       | 51 × 62 cm       | Musée Oskar Reinhart, Winterthour                         | Ouvrage                    |
|         | La Loge                                                                | 1874      | Huile sur toile                       | 80 × 63,5 cm     | Institut Courtauld à Londres                              | Musée                      |
|         | La Parisienne                                                          | 1874      | Huile sur toile                       | 163,2 × 108,3 cm | Musée national de Cardiff                                 | Musée                      |
|         | Femme dans un fauteuil                                                 | 1874      | Huile sur toile                       | 61 × 50 cm       | Detroit Institute of Arts                                 | Musée                      |
|         | Le Pêcheur à la ligne                                                  | 1874      | Huile sur toile                       | 54 × 64 cm       | Collection privée, Vente 2019                             | Catalogue Christie's       |
|         | Régates à Argenteuil                                                   | 1874      | Huile sur toile                       | 32,4 × 45,7 cm   | National Gallery of Art, Washington                       | Musée                      |
|         | La Seine à Argenteuil                                                  | 1874      | Huile sur toile                       | 50 × 65 cm       | Portland Art Museum                                       | Musée                      |
|         | Femme à l'ombrelle et enfant                                           | 1874-1876 | Huile sur toile                       | 47 × 56,2 cm     | Musée des Beaux-Arts (Boston)                             | Musée                      |
|         | La Liseuse                                                             | 1874-1876 | Huile sur toile                       | 46,5 × 38,5 cm   | Musée d'Orsay, Paris                                      | Musée                      |
|         | Paris, le quai Malaquais                                               | ca 1874   | Huile sur toile                       | 38 × 46 cm       | Collection privée                                         | Ouvrage                    |
|         | La Jeune Mère (La Promenade)                                           | 1874-1876 | Huile sur toile                       | 170,2 × 108,3 cm | The Frick Collection, New York                            | Google Arts                |
|         | Alphonsine Fournaise (La Dame au sourire)                              | 1875      | Huile sur toile                       | 42 × 33 cm       | Musée d'art de São Paulo                                  | Musée                      |
|         | La Source                                                              | 1875      | Huile sur toile                       | 65,5 × 55,5 cm   | Fondation Barnes, Merion (Pennsylvanie)                   | Musée                      |
|         | Déjeuner au bord de la rivière                                         | 1875      | Huile sur toile                       | 55,1 × 65,9 cm   | Art Institute of Chicago                                  | Musée                      |
|         | Portrait de Mademoiselle Legrand                                       | 1875      | Huile sur toile                       | 81 × 60 cm       | Philadelphia Museum of Art                                | Musée                      |
|         | Claude Monet                                                           | 1875      | Huile sur toile                       | 84 × 60 cm       | Musée d'Orsay, Paris                                      | Musée                      |
|         | Au coin de cheminée                                                    | 1875      | Huile sur toile                       | 61,5 × 50,6 cm   | Staatsgalerie (Stuttgart)                                 | Musée                      |
|         | Autoportrait                                                           | 1875      | Huile sur toile                       | 39,1 × 31,7 cm   | Clark Art Institute, Williamstown                         | Musée                      |
|         | La Cueillette des fleurs                                               | 1875      | Huile sur toile                       | 54,3 × 65,2 cm   | National Gallery of Art, Washington                       | Musée                      |
|         | Femme à l'ombrelle dans un jardin                                      | 1875      | Huile sur toile                       | 54,5 × 65 cm     | Musée Thyssen-Bornemisza à Madrid                         | Musée                      |
|         | Les Grands Boulevards                                                  | 1875      | Huile sur toile                       | 52,1 × 63,5 cm   | Philadelphia Museum of Art                                | Musée                      |
|         | Jeune Fille sur un banc                                                | 1875      | Huile sur toile                       | 64 × 52 cm       | Collection privée                                         | Ouvrage                    |
|         | Madame Victor Chocquet                                                 | 1875      | Huile sur toile                       | 75 × 60 cm       | Staatsgalerie Stuttgart                                   | Musée                      |
|         | Victor Chocquet (1821-1891)                                            | vers 1875 | Huile sur toile                       | 53 × 43 cm       | Fogg Art Museum, Cambridge                                | Musée                      |
|         | Père Fournaise                                                         | 1875      | Huile sur toile                       | 55,9 × 47 cm     | Clark Art Institute, Williamstown                         | Musée                      |
|         | La Place Saint-Georges                                                 | 1875      | Huile sur toile                       | 65 × 54 cm       | Collection privée                                         | Ouvrage                    |
|         | Le Square de la Trinité                                                | 1875      | Huile sur toile                       | 54 × 65,4 cm     | Collection privée                                         | Ouvrage                    |
|         | La Yole                                                                | 1875      | Huile sur toile                       | 71 × 92 cm       | National Gallery, Londres                                 | Musée                      |
|         | Les Amoureux                                                           | ca 1875   | Huile sur toile                       | 175 × 130 cm     | Galerie nationale à Prague                                | Musée                      |
|         | Chemin montant dans les hautes herbes (nl)                             | vers 1875 | Huile sur toile                       | 60 × 74 cm       | Musée d'Orsay, Paris                                      | Musée                      |
|         | La Serre                                                               | vers 1875 | Huile sur toile                       | 60 × 74 cm       | Collection privée                                         | Ouvrage                    |
|         | Femme au chat                                                          | ca 1875   | Huile sur toile                       | 56 × 46,4 cm     | National Gallery of Art, Washington                       | Musée                      |
|         | Paysage de neige                                                       | ca 1875   | Huile sur toile                       | 51 × 66 cm       | Musée de l'Orangerie à Paris                              | Musée                      |
|         | Le Pont de Chatou                                                      | ca 1875   | Huile sur toile                       | 51 × 65,2 cm     | Clark Art Institute, Williamstown                         | Musée                      |
|         | Une serveuse du restaurant Duval                                       | ca 1875   | Huile sur toile                       | 100,3 × 71,4 cm  | Metropolitan Museum, New York                             | Musée                      |
|         | Femme au piano                                                         | 1875-1876 | Huile sur toile                       | 93,2 × 74,2 cm   | Art Institute of Chicago                                  | Musée                      |
|         | Torse, effet de soleil                                                 | 1875-1876 | Huile sur toile                       | 81 × 65 cm       | Musée d'Orsay, Paris                                      | Musée                      |
|         | Le Moulin de la galette étude                                          | vers 1875 | huile sur toile                       | 65 × 85 cm       | Ordrupgaard, Copenhague                                   | Musée                      |
|         | Au moulin de la galette                                                | vers 1875 | Pastel                                | 47 × 61 cm       | Musée national de Serbie, Belgrade                        | Ouvrage                    |
|         | Au jardin - Sous la tonnelle au moulin de la Galette                   | 1876      | Huile sur toile                       | 81 × 65 cm       | Musée des Beaux-Arts Pouchkine, Moscou                    | Collection Morozov Ouvrage |
|         | Bal du moulin de la Galette                                            | 1876      | Huile sur toile                       | 131 × 175 cm     | Musée d'Orsay, Paris                                      | Musée                      |
|         | Portrait d'un jeune homme et d'une jeune fille                         | 1876      | Huile sur toile                       | 32 × 46 cm       | Musée de l'Orangerie, Paris                               | Musée                      |
|         | Madame Henriot en travesti                                             | 1875-1877 | Huile sur toile                       | 161,3 × 104,8 cm | Columbus Museum of Art                                    | Musée                      |
|         | Madame Henriette Henriot                                               | ca 1876   | Huile sur toile                       | 65,8 × 49,5 cm   | National Gallery of Art, Washington                       | Musée                      |
|         | La Lecture du rôle                                                     | 1876-1877 | Huile sur bois                        | 9 × 7 cm         | Musée des beaux-arts de Reims                             | Musée                      |
|         | Femme dans un escalier                                                 | 1876      | Huile sur toile                       | 167 × 65 cm      | Musée de l'Ermitage, Saint-Petersbourg                    | Musée                      |
|         | Homme dans un escalier                                                 | 1876      | Huile sur toile                       | 167 × 65 cm      | Musée de l'Ermitage, Saint-Petersbourg                    | Musée                      |
|         | Alfred Sisley                                                          | 1876      | Huile sur toile                       | 66,4 × 54,8 cm   | Art Institute of Chicago                                  | Musée                      |
|         | Autoportrait                                                           | 1876      | Huile sur toile                       | 70,8 × 54,6 cm   | Fogg Art Museum, Cambridge                                | Musée                      |
|         | La Balançoire                                                          | 1876      | Huile sur toile                       | 92 × 73 cm       | Musée d'Orsay, Paris                                      | Musée                      |
|         | Jeune femme tressant ses cheveux                                       | 1876      | Huile sur toile                       | 55,5 × 46 cm     | National Gallery of Art, Washington                       | Musée                      |
|         | Après le bain                                                          | 1876      | Huile sur toile                       | 92 × 73 cm       | Österreichische Galerie Belvedere, Vienne                 | Musée                      |
|         | Nu                                                                     | 1876      | Huile sur toile                       | 92 × 73 cm       | Musée des beaux-arts Pouchkine, Moscou                    | Musée                      |
|         | Dame en noir                                                           | vers 1876 | Huile sur toile                       | 65 × 55 cm       | Musée de l'Ermitage, Saint-Pétersbourg                    | Musée                      |
|         | Fillette avec un arrosoir                                              | 1876      | Huile sur toile                       | 100 × 73 cm      | National Gallery of Art, Washington                       | Musée                      |
|         | Le Jardin de la rue Cortot à Montmartre                                | 1876      | Huile sur toile                       | 152 × 97 cm      | Carnegie Museum of Art, Pittsburgh                        | Musée                      |
|         | Jeanne Durand-Ruel                                                     | 1876      | Huile sur toile                       | 113 × 74 cm      | Fondation Barnes, Merion (Pennsylvanie)                   | Musée                      |
|         | Jeune Femme en noir                                                    | 1876      | Huile sur toile                       | 60,5 × 40,4 cm   | Neue Pinakothek, Munich                                   | Musée                      |
|         | Madame Alphonse Daudet                                                 | 1876      | Huile sur toile                       | 46 × 38 cm       | Musée d'Orsay, Paris                                      | Musée                      |
|         | Nini dans le jardin                                                    | 1876      | Huile sur toile                       | 61,9 × 50,8 cm   | Metropolitan Museum, New York                             | Musée                      |
|         | Portrait de Victor Chocquet                                            | vers 1876 | Huile sur toile                       | 46 × 36 cm       | Musée Oskar Reinhart, Winterthour                         | Musée                      |
|         | Le Premier Pas                                                         | 1876      | Huile sur toile                       | 111 × 80,5 cm    | Collection privée, Vente 2002                             | Catalogue Christie's       |
|         | La Seine à Champrosay                                                  | 1876      | Huile sur toile                       | 55 × 66 cm       | Musée d'Orsay, Paris                                      | Musée                      |
|         | Chez Renoir, Rue Saint Georges                                         | 1876      | Huile sur toile                       | 46 × 38 cm       | Norton Simon Museum, Pasadena                             | Musée                      |
|         | L'Ingénue                                                              | ca 1876   | Huile sur toile                       | 55 × 46 cm       | Clark Art Institute, Williamstown                         | Musée                      |
|         | Jeune Femme assise                                                     | 1876-1877 | Huile sur toile                       | 66 × 55,5 cm     | Barber Institute of Fine Arts, Birmingham                 | Musée                      |
|         | Au théâtre (La Première Sortie)                                        | 1876-1877 | Huile sur toile                       | 65 × 49,5 cm     | National Gallery, Londres                                 | Musée                      |
|         | En canot                                                               | 1877      | Huile sur toile                       | 73 × 92,4 cm     | Collection privée                                         | Ouvrage                    |
|         | Femme relevant sa jupe                                                 | 1877      | Huile sur toile                       | 69 × 23 cm       | Collection privée                                         | Artnet                     |
|         | Georges Rivière                                                        | 1877      | Huile sur ciment                      | 36,8 × 29,3 cm   | National Gallery of Art, Washington                       | Musée                      |
|         | Jeanne Samary                                                          | 1877      | Huile sur toile                       | 46 × 44 cm       | Bibliothèque-musée de la Comédie-Française, Paris         | Musée                      |
|         | Portrait de l'actrice Jeanne Samary                                    | 1877      | Huile sur toile                       | 56 × 47 cm       | Musée Pouchkine, Moscou                                   | Musée                      |
|         | Portrait de la comtesse de Pourtalès                                   | 1877      | Huile sur toile                       | 95 × 72 cm       | Musée d'art de São Paulo                                  | Musée                      |
|         | La Sortie du Conservatoire                                             | 1877      | Huile sur toile                       | 187,3 × 117,5 cm | Fondation Barnes, Merion (Pennsylvanie)                   | Musée                      |
|         | Portrait de femme                                                      | 1877      | pastel sur papier marouflé sur carton | 65 × 49 cm       | Musée de l'Ermitage, Saint-Petrsbourg                     | Ouvrage                    |

## Le Salon et les Portraits
| Tableau | Titre                                                           | Année        | Technique                | Dimensions       | Lieu de conservation                               | Référence               |
| ------- | --------------------------------------------------------------- | ------------ | ------------------------ | ---------------- | -------------------------------------------------- | ----------------------- |
|         | Au café                                                         | vers 1877    | Huile sur toile          | 36 × 27 cm       | Musée Kröller-Müller à Otterlo                     | Musée                   |
|         | La Tasse de chocolat                                            | 1877-1878    | Huile sur toile          | 100 × 81 cm      | Louvre Abou Dabi à Abou Dabi                       |                         |
|         | Jeunes gens dans la rue                                         | ca 1877      | Pastel sur papier        | 63,5 × 49 cm     | Ordrupgaard à Charlottenlund                       | Musée                   |
|         | Mademoiselle Georgette Charpentier assise                       | 1876         | Huile sur toile          | 97,8 × 70,8 cm   | Musée Artizon, Tōkyō                               | Musée                   |
|         | Madame Georges Charpentier                                      | 1876-1877    | Huile sur toile          | 46,5 × 38 cm     | Musée d'Orsay, Paris                               | Musée                   |
|         | Madame Georges Charpentier et ses enfants                       | 1878         | Huile sur toile          | 153,7 × 190,2 cm | Metropolitan Museum, New York                      | Musée                   |
|         | Chez la modiste                                                 | 1878         | Huile sur toile          | 32,9 × 24,8 cm   | Fogg Art Museum, Cambridge                         | Musée                   |
|         | Confidences                                                     | 1878         | Huile sur toile          | 61,5 × 50,5 cm   | Musée Oskar Reinhart « Am Römerholz », Winterthour | Musée                   |
|         | Portrait de l'actrice Jeanne Samary                             | 1878         | Huile sur toile          | 174 × 105 cm     | Musée de l'Ermitage, Saint-Pétersbourg             | Musée                   |
|         | Portrait dit de Margot                                          | 1878         | Huile sur toile          | 46,5 × 38 cm     | Musée d'Orsay, Paris                               | Musée                   |
|         | Portrait de femme                                               | vers 1878    | Huile sur toile          | Non précisée     | Musée de l'Orangerie, Paris                        | Base Joconde            |
|         | Place de la Trinité                                             | 1878         | Huile sur toile          | 54,5 × 65 cm     | Collection privée, Vente 2023                      | Catalogue Sotheby's     |
|         | Petit nu bleu                                                   | 1878-1879    | Huile sur toile          | 46,3 × 38,1 cm   | Galerie d'art Albright-Knox, Buffalo (New York)    | Musée                   |
|         | Tête de jeune femme                                             | 1878-1880    | pastel                   | 57 × 47 cm       | Fitzwilliam Museum Cambridge                       | Ouvrage                 |
|         | Acrobates au cirque Fernando (Francisca et Angelina Wartenberg) | 1879         | Huile sur toile          | 131,5 × 99,5 cm  | Art Institute of Chicago                           | Musée                   |
|         | Alphonsine Fournaise                                            | 1879         | Huile sur toile          | 73,5 × 93 cm     | Musée d'Orsay, Paris                               | Musée                   |
|         | Bouquet de roses                                                | 1879         | Huile sur toile          | 83,1 × 65,7 cm   | Clark Art Institute, Williamstown                  | Musée                   |
|         | Canotiers à Chatou                                              | 1879         | Huile sur toile          | 81,2 × 100,2 cm  | National Gallery of Art, Washington                | Musée                   |
|         | Champ de blé                                                    | 1879         | Huile sur toile          | 50,5 × 61 cm     | Musée Thyssen-Bornemisza, Madrid                   | Musée                   |
|         | La Fin du déjeuner                                              | 1879         | Huile sur toile          | 100,5 × 81,3 cm  | Städel à Francfort-sur-le-Main                     | Musée                   |
|         | Jeune Femme cousant                                             | 1879         | Huile sur toile          | 61,5 × 50,3 cm   | Art Institute of Chicago                           | Musée                   |
|         | Portrait de Marthe Bérard                                       | 1879         | Huile sur toile          | 131 × 77 cm      | Musée d'art de São Paulo                           | Musée                   |
|         | Marguerite-Thérèse (Margot) Berard (1874–1956)                  | 1879         | Huile sur toile          | 131 × 77 cm      | Metropolitan Museum, New York                      | Musée                   |
|         | Thérèse Berard                                                  | 1879         | Huile sur toile          | 56 × 47 cm       | Clark Art Institute, Williamstown                  | Musée                   |
|         | Les Pêcheuses de moules à Berneval                              | 1879         | Huile sur toile          | 175,3 × 130,2 cm | Fondation Barnes, Merion (Pennsylvanie)            | Musée                   |
|         | Petite Bohémienne                                               | 1879         | Huile sur toile          | 73 × 54 cm       | Collection privée                                  | Ouvrage                 |
|         | Portrait de jeune fille brune, assise les mains croisées        | 1879         | Pastel sur papier        | 61 × 48 cm       | Musée d'Orsay, Paris                               | Musée                   |
|         | Portrait de l'artiste                                           | 1879         | Huile sur toile          | 19 × 14 cm       | Musée d'Orsay, Paris                               | Musée                   |
|         | La Rêveuse                                                      | 1879         | Huile sur toile          | 51,1 × 61,9 cm   | Musée d'Art de Saint-Louis                         | Musée                   |
|         | Rosiers à Wargemont                                             | 1879         | Huile sur toile          | 65 × 81 cm       | Collection privée, Vente 2004                      | Catalogue Sotheby's     |
|         | La Vague                                                        | 1879         | Huile sur toile          | 64,8 × 99,2 cm   | Art Institute of Chicago                           | Musée                   |
|         | La Récolte des moules                                           | 1879         | Huile sur toile          | 54,2 × 65,4 cm   | National Gallery of Art, Washington                | Musée                   |
|         | Paysages Bords de Seine                                         | ca 1879      | Huile sur toile          | 14 × 23 cm       | Baltimore Museum of Art                            | Musée                   |
|         | Jeune Fille avec un éventail                                    | ca 1879      | Huile sur toile          | 65 × 54 cm       | Clark Art Institute, Williamstown                  | Musée                   |
|         | Près du lac                                                     | 1879-1880    | Huile sur toile          | 47,5 × 56,3 cm   | Art Institute of Chicago                           | Musée                   |
|         | Jeune femme au chapeau à plume                                  | 1879         | Huile sur toile          | 55 × 38 cm       | Fondation et Collection Emil G. Bührle             | Ouvrage                 |
|         | La Place Clichy                                                 | vers 1880    | Huile sur toile          | 65 × 44 cm       | Fitzwilliam Museum à Cambridge                     | Musée                   |
|         | Les Bords de la Seine à Argenteuil                              | 1880         | Huile sur toile          | 55 × 65,5 cm     | Collection privée                                  | Ouvrage                 |
|         | Femme au chapeau de paille (Alphonsine Fournaise)               | 1880         | Huile sur toile          | 50,2 × 61 cm     | Collection privée                                  | Ouvrage                 |
|         | Jeune Fille endormie                                            | 1880         | Huile sur toile          | 120 × 94 cm      | Clark Art Institute, Williamstown                  | Musée                   |
|         | Madame Renoir au chien                                          | 1880         | Huile sur toile          | 32 × 41 cm       | Collection Durand-Ruel à Paris                     | Ouvrage                 |
|         | La Moisson à Berneval                                           | 1880         | Huile sur toile          | 50,8 × 61 cm     | Collection privée                                  | Ouvrage                 |
|         | Vue de la côte près de Wargemont en Normandie                   | 1880         | Huile sur toile          | 50 × 62 cm       | Metropolitan Museum, New York                      | Musée                   |
|         | Baigneuse assise sur un rocher                                  | ca 1880      | Huile sur toile          | 92 × 73 cm       | Musée Marmottan Monet, Paris                       | Musée                   |
|         | Bouquet dans une loge                                           | vers 1880    | Huile sur toile          | 40 × 51 cm       | Musée de l'Orangerie, Paris                        | Musée                   |
|         | Dans les bois                                                   | ca 1880      | Huile sur toile          | 55,8 × 46,3 cm   | Musée national de l'Art occidental, Tōkyō          | Musée                   |
|         | Femme nue                                                       | ca 1880      | Huile sur toile          | 80,5 × 65 cm     | Musée Rodin, Paris                                 | Musée                   |
|         | Le Déjeuner des canotiers                                       | 1880-1881    | Huile sur toile          | 130,2 × 175,6 cm | The Phillips Collection, Washington                | Musée                   |
|         | Roses et jasmin dans un vase de Delft                           | 1880-1881    | Huile sur toile          | 81 × 65 cm       | Musée de l'Ermitage, Saint-Petersbourg             | Musée                   |
|         | Le Vase de Chrysanthèmes                                        | 1880-1882    | Huile sur toile          | 82 × 65 cm       | Collection privée                                  | Ouvrage                 |
|         | Jeunes Filles en noir                                           | 1880-1882    | Huile sur toile          | 81,3 × 65,2 cm   | Musée des Beaux-Arts Pouchkine, Moscou             | Musée                   |
|         | Portrait de Mademoiselle Irène Cahen d'Anvers                   | 1880         | Huile sur toile          | 65 × 54 cm       | Fondation et Collection Emil G. Bührle à Zurich    | Musée                   |
|         | Albert Cahen d'Anvers                                           | 1881         | Huile sur toile          | 79,8 × 63,7 cm   | J. Paul Getty Museum, Los Angeles                  | Musée                   |
|         | Rose et bleue (Alice et Élisabeth Cahen d'Anvers)               | 1881         | Huile sur toile          | 119 × 74 cm      | Musée d'art de São Paulo                           | Musée                   |
|         | Châtaignier en fleurs                                           | 1881         | Huile sur toile          | 71 × 89 cm       | Alte Nationalgalerie, Berlin                       | Musée                   |
|         | Baigneuse blonde                                                | 1881         | Huile sur toile          | 81,8 × 65,7 cm   | Clark Art Institute, Williamstown                  | Musée                   |
|         | Bouquet de chrysanthèmes                                        | 1881         | Huile sur toile          | 66 × 55,6 cm     | Metropolitan Museum, New York                      | Musée                   |
|         | Champ de bananiers                                              | 1881         | Huile sur toile          | 51,5 × 63,5 cm   | Musée d'Orsay, Paris                               | Musée                   |
|         | Les Deux Sœurs (Sur la terrasse)                                | 1881         | Huile sur toile          | 100,5 × 81 cm    | Art Institute of Chicago                           | Musée                   |
|         | La Femme à l'éventail                                           | 1881         | Huile sur toile          | 65 × 50 cm       | Musée de l'Ermitage de Saint-Pétersbourg           | Musée                   |
|         | Fleurs et Chats                                                 | 1881         | Huile sur toile          | 92,7 × 73,7 cm   | Collection privée                                  | Ouvrage                 |
|         | Bouquet de fleurs                                               | vers 1881    | Huile sur toile          | 92,7 × 73,7 cm   | Collection Akram Ojjeh                             | Ouvrage                 |
|         | Fruits du Midi                                                  | 1881         | Huile sur toile          | 50,7 × 65,3 cm   | Art Institute of Chicago                           | Musée                   |
|         | Jeanne Henriot (Fillette au chapeau bleu)                       | 1881         | Huile sur toile          | 40 × 35 cm       | Collection privée                                  | Ouvrage                 |
|         | Jeune Fille algérienne                                          | 1881         | Huile sur toile          | 50,8 × 40,6 cm   | Musée des Beaux-Arts (Boston)                      | Musée                   |
|         | Jeune mère                                                      | 1881         | Huile sur toile          | 121 × 85,4 cm    | Fondation Barnes, Merion (Pennsylvanie)            | Musée                   |
|         | Oignons                                                         | 1881         | Huile sur toile          | 39,1 × 60,6 cm   | Clark Art Institute, Williamstown                  | Musée                   |
|         | Venise, Le Palais des Doges                                     | 1881         | Huile sur toile          | 54,5 × 65 cm     | Clark Art Institute, Williamstown                  | Musée                   |
|         | La Place Saint-Marc, Venise                                     | 1881         | Huile sur toile          | 65,4 × 81,3 cm   | Minneapolis Institute of Arts                      | Musée                   |
|         | Venise, brouillard                                              | 1881         | Huile sur toile          | 43 × 58 cm       | Kreeger Museum, Washington                         | Musée                   |
|         | Paysage algérien : Le Ravin de la femme sauvage                 | 1881         | Huile sur toile          | 65,5 × 81 cm     | Musée d'Orsay, Paris                               | Musée                   |
|         | Pont du chemin de fer à Chatou                                  | 1881         | Huile sur toile          | 54 × 65,5 cm     | Musée d'Orsay, Paris                               | Musée                   |
|         | Portrait d'Alfred Berard avec son chien                         | 1881         | Huile sur toile          | 65,2 × 51,1 cm   | Philadelphia Museum of Art                         | Musée                   |
|         | La Seine à Chatou                                               | 1881         | Huile sur toile          | 73,3 × 92,4 cm   | Musée des Beaux-Arts (Boston)                      | Musée                   |
|         | Les Canotiers (Aline Charigot et Renoir)                        | vers 1881    | Huile sur toile          | 45,1 × 58,4 cm   | Musée des Beaux-Arts (Boston)                      | Musée                   |
|         | La Mosquée (Fête arabe)                                         | 1881         | Huile sur toile          | 73,5 × 92 cm     | Musée d'Orsay, Paris                               | Musée                   |
|         | Le Jardin d'essai à Alger                                       | 1881         | Huile sur toile          | Inconnues        | Mirage Corporate Collection                        | Ouvrage                 |
|         | Le Jardin d'essai à Alger                                       | 1882         | Huile sur toile          | Inconnues        | Collection privée                                  | Ouvrage                 |
|         | La Mosquée d'Alger                                              | 1882         | Huile sur toile          | 49 × 59 cm       | Collection privée                                  | Ouvrage                 |
|         | Chrysanthèmes                                                   | 1881-1882    | Huile sur toile          | 54,7 × 65,9 cm   | Art Institute of Chicago                           | Musée                   |
|         | Pêches                                                          | 1881-1882    | Huile sur toile          | 38 × 47 cm       | Musée de l'Orangerie, Paris                        | Musée                   |
|         | Les Parapluies                                                  | 1881-1886    | Huile sur toile          | 180,3 × 114,9 cm | National Gallery, Londres                          | Musée                   |
|         | Fillette au faucon (Mademoiselle Fleury en Algérienne           | 1882         | Huile sur toile          | 126,5 × 78,2 cm  | Clark Art Institute, Williamstown                  | Musée                   |
|         | Charles et Georges Durand-Ruel                                  | 1882         | Huile sur toile          | 65 × 81 cm       | Collection privée                                  | Musée du Luxembourg     |
|         | Marie-Thérèse Durand-Ruel cousant                               | 1882         | Huile sur toile          | 64,8 × 53,8 cm   | Clark Art Institute, Williamstown                  | Musée                   |
|         | Baigneuse blonde II                                             | 1882         | Huile sur toile          | 64,8 × 53,8 cm   | Pinacothèque Agnelli, Turin                        | Musée                   |
|         | Le Pont d'Argenteuil en automne                                 | 1882         | Huile sur toile          | 54,3 × 65,8 cm   | Collection privée                                  | Ouvrage                 |
|         | Richard Wagner                                                  | 1882         | Huile sur toile          | 53 × 46 cm       | Musée d'Orsay, Paris                               | Musée                   |
|         | Montagnes à l'Estaque                                           | 1882         | Huile sur toile          | 66,4 × 81 cm     | Musée des Beaux-Arts (Boston)                      | Musée                   |
|         | L'Estaque                                                       | 1882         | Huile sur toile          | 81 × 65 cm       | Musée des Beaux-Arts (Boston)                      | Ouvrage.                |
|         | Baigneuse assise                                                | 1882-1885    | Huile sur toile          | 54,5 × 42 cm     | Collection privée                                  | Ouvrage                 |
|         | La Danse à Bougival                                             | 1882-1883    | Huile sur toile          | 181,9 × 98,1 cm  | Musée des beaux-arts de Boston                     | Musée                   |
|         | Danse à la campagne                                             | 1883         | Huile sur toile          | 180 × 90 cm      | Musée d'Orsay, Paris                               | Musée                   |
|         | Danse à la ville                                                | 1883         | Huile sur toile          | 180 × 90 cm      | Musée d'Orsay, Paris                               | Musée                   |
|         | Brouillard à Guernesey                                          | 1883         | Huile sur toile          | 53,3 × 65,1 cm   | Musée d'art de Cincinnati                          | Google Arts             |
|         | Femme algérienne                                                | 1883         | Huile sur toile          | 40 × 32 cm       | Collection privée                                  | Ouvrage                 |
|         | Femme assise au bord de la mer                                  | 1883         | Huile sur toile          | 92,1 × 72,4 cm   | Metropolitan Museum of Art, New York               | Musée                   |
|         | Femme nue dans un paysage                                       | 1883         | Huile sur toile          | 65 × 54 cm       | Musée de l'Orangerie, Paris                        | Musée                   |
|         | Baigneuse assise                                                | 1883-1884    | Huile sur toile          | 120 × 93 cm      | Fogg Art Museum, Cambridge                         | Musée                   |
|         | Le Marin (Portrait de Robert Nunes)                             | 1883         | Huile sur toile          | 130,2 × 80 cm    | Fondation Barnes, Merion (Pennsylvanie)            | Musée                   |
|         | Marée basse à Yport                                             | 1883         | Huile sur toile          | 54 × 65 cm       | Musée de l'Ermitage, Saint-Petersbourg             | Musée                   |
|         | Paysage côtier près de Menton                                   | 1883         | Huile sur toile          | 66 × 81 cm       | Musée des Beaux-Arts (Boston)                      | Musée                   |
|         | Nu couché                                                       | 1883         | Huile sur toile          | 65,1 × 81,3 cm   | Metropolitan Museum, New York                      | Musée                   |
|         | Plage de Guernesey                                              | 1883         | Huile sur toile          | 32 × 41,35 cm    | Collection privée                                  | Ouvrage                 |
|         | Au jardin du Luxembourg                                         | ca 1883      | Huile sur toile          | 64 × 53 cm       | Collection privée                                  | Ouvrage                 |
|         | Baie de Moulin Huet, Guernesey                                  | ca 1883      | Huile sur toile          | 29,2 × 54 cm     | National Gallery, Londres                          | Musée                   |
|         | Bouquet de chrysanthèmes                                        | ca 1883-1885 | Huile sur toile          | 81,5 × 65,5 cm   | Musée des beaux-arts de Rouen                      | Base Joconde            |
|         | L'Après-midi des enfants à Wargemont                            | 1884         | Huile sur toile          | 127 × 173 cm     | Alte Nationalgalerie, Berlin                       | Musée                   |
|         | Jeune fille assise au chapeau blanc                             | 1884         | Pastel                   | 62 × 47 cm       | Musée Marmottan, Paris                             | Musée                   |
|         | La Natte (Suzanne Valadon)                                      | 1884-1886    | Huile sur toile          | 56 × 47 cm       | Museum Langmatt de Baden                           | Ouvrage                 |
|         | Figure éclaboussante (étude pour « Les grandes baigneuses »)    | 1884-1885    | Craie et lavis sur toile | 99 × 63 cm       | Art Institute of Chicago                           | Musée                   |
|         | Les Grandes Baigneuses                                          | 1884-1887    | Huile sur toile          | 117,8 × 170,8 cm | Philadelphia Museum of Art                         | Musée                   |
|         | La Coiffure (Baigneuse arrangeant ses cheveux)                  | 1885         | Huile sur toile          | 92 × 73 cm       | Clark Art Institute, Williamstown                  | Musée                   |
|         | L'Enfant au fouet                                               | 1885         | Huile sur toile          | 107 × 75 cm      | Musée de l'Ermitage, Saint-Pétersbourg             | Musée                   |
|         | Fillette au cerceau                                             | 1885         | Huile sur toile          | 125,7 × 76,6 cm  | National Gallery of Art, Washington                | Musée                   |
|         | Dans le jardin                                                  | 1885         | Huile sur toile          | 170,5 × 112,5 cm | Musée de l'Ermitage de Saint-Pétersbourg           | Musée                   |
|         | Aline Charigot (Madame Renoir)                                  | ca 1885      | Huile sur toile          | 65,4 × 54 cm     | Philadelphia Museum of Art                         | Musée                   |
|         | Glaïeuls                                                        | ca 1885      | Huile sur toile          | 75 × 54,5 cm     | Musée d'Orsay, Paris                               | Musée                   |
|         | Nature morte : Fleurs                                           | 1885         | Huile sur toile          | 82 × 66 cm       | Guggenheim Museum, New York                        | Ouvrage                 |
|         | La Roche-Guyon                                                  | 1885         | Huile sur toile          | 46 × 56 cm       | Aberdeen Art Gallery                               | VADS                    |
|         | Les Environs de Varengeville                                    | 1885         | Huile sur toile          | 54 × 65 cm       | Collection privée, Vente 2017                      | Catalogue Sotheby's     |
|         | Nature morte                                                    | vers 1885    | Huile sur toile          | 46 × 55 cm       | Musée d'Orsay, Paris                               | Musée                   |
|         | Suzanne Valadon                                                 | ca 1885      | Huile sur toile          | 41,3 × 31,8 cm   | National Gallery of Art, Washington                | Musée                   |
|         | Baigneuse                                                       | 1885-1890    | Huile sur toile          | 39,4 × 29,2 cm   | National Gallery, Londres                          | Musée                   |
|         | Jeune Fille lisant                                              | 1886         | Huile sur toile          | 55,5 × 46,5 cm   | Städel, Francfort-sur-le-Main                      | Musée                   |
|         | Maternité                                                       | 1886         | Huile sur toile          | 74 × 54 cm       | Museum of Fine Arts (St. Petersburg)               | Ouvrage                 |
|         | Après le bain (Petite Baigneuse)                                | 1887         | Huile sur toile          | 60 × 54 cm       | Nasjonalgalleriet à Oslo                           | Ouvrage                 |
|         | Baigneuse debout                                                | 1887         | Huile sur toile          | 81 × 51 cm       | Collection privée, Vente 1997                      | Article                 |
|         | Portrait de jeune fille                                         | 1887         | pastel                   | 61 × 47 cm       | Collection privée, Vente 1997                      | Article                 |
|         | Julie Manet                                                     | 1887         | Huile sur toile          | 65 × 54 cm       | Musée d'Orsay, Paris                               | Musée                   |
|         | Maternité (L'Enfant au biscuit)                                 | 1887         | Huile sur toile          | 56 × 46,5 cm     | Collection privée                                  | Ouvrage                 |
|         | Femme se coiffant                                               | 1887         | Huile sur toile          | 65,3 × 54 cm     | Musée de l'Ermitage de Saint-Pétersbourg           | Musée                   |
|         | La Blanchissuse et son enfant                                   | ca 1887      | Huile sur toile          | 81,3 × 65,4 cm   | Fondation Barnes, Merion (Pennsylvanie)            | Musée                   |
|         | Tête de femme                                                   | ca 1887      | Huile sur toile          | 42 × 32 cm       | Collection privée                                  | Ouvrage                 |
|         | Les Filles de Catulle Mendès                                    | 1888         | Huile sur toile          | 161,9 × 129,9 cm | Metropolitan Museum of Art, New York               | Musée                   |
|         | Bougival                                                        | 1888         | Huile sur toile          | 54 × 66 cm       | The Pérez Simón Collection, Mexique                | Article                 |
|         | Jeune Femme se baignant                                         | 1888         | Huile sur toile          | 85 × 66 cm       | Collection privée                                  | Ouvrage                 |
|         | Nu dans l'eau                                                   | 1888         | Huile sur toile          | 84 × 65 cm       | Collection privée                                  | Ouvrage                 |
|         | Petite fille à la gerbe                                         | 1888         | Huile sur toile          | 65 × 54 cm       | Musée d'art de São Paulo                           | Musée                   |
|         | Jeune Fille Portant une Corbeille de Fleurs                     | 1888         | Huile sur toile          | 82 × 66 cm       | Collection privée                                  | bridgemanimages Article |
|         | La Montagne Sainte-Victoire                                     | 1888-1889    | Huile sur toile          | 53 × 64,1 cm     | Yale University Art Gallery à New Haven            | Musée                   |
|         | Les Environs de Pont-Aven                                       | 1888-1890    | Huile sur toile          | 54 × 65 cm       | Institut Courtauld, Londres                        | Musée                   |
|         | Dans le pré                                                     | 1888-1892    | Huile sur toile          | 81,3 × 65,4 cm   | Metropolitan Museum of Art, New York               | Musée                   |
|         | Jeunes Filles lisant (Les Deux Sœurs)                           | ca 1889      | Huile sur toile          | 64 × 54 cm       | Collection privée                                  | Ouvrage                 |
|         | Jeune fille avec un panier d'oranges                            | ca 1889      | Huile sur toile          | 128,8 × 41,8 cm  | National Gallery of Art, Washington                | Musée                   |
|         | Jeune fille avec un panier de poissons                          | ca 1889      | Huile sur toile          | 130,7 × 41,8 cm  | National Gallery of Art, Washington                | Musée                   |

## Période "nacrée"
| Tableau | Titre                                                        | Année     | Technique       | Dimensions      | Lieu de conservation                                             | Référence            |
| ------- | ------------------------------------------------------------ | --------- | --------------- | --------------- | ---------------------------------------------------------------- | -------------------- |
|         | Madame Renoir et son fils Pierre                             | 1890      | Huile sur toile | 19 × 16 cm      | Collection privée                                                | Ouvrage              |
|         | Profil de jeune fille                                        | 1890      | Huile sur toile | 35 × 27 cm      | Collection privée                                                | Article              |
|         | Etude pour un Nu féminin couché vers la gauche               | 1890      | Huile sur toile | 32 × 40 cm      | Ashmolean Museum à Oxford                                        | Musée                |
|         | Le Bain                                                      | 1890      | pastel          |                 | Collection privée                                                | Ouvrage              |
|         | Roses dans un vase                                           | ca 1890   | Huile sur toile | 29,5 × 33 cm    | Musée des Beaux-Arts de Limoges                                  | Musée d'Orsay        |
|         | Les Dahlias                                                  | vers 1890 | Huile sur toile | 36 × 32 cm      | Collection privée                                                | Article              |
|         | Jeune Femme assise                                           | ca 1890   | Huile sur toile | 91 × 72 cm      | Collection privée                                                | Ouvrage              |
|         | Jeune Fille au chapeau rose et noir                          | ca 1890   | Huile sur toile | 40,6 × 32,4 cm  | Metropolitan Museum of Art, New York                             | Musée                |
|         | Baigneuse                                                    | ca 1890   | Huile sur toile | 41,3 × 33,7 cm  | Fondation Barnes, Merion (Pennsylvanie)                          | Musée                |
|         | Portrait de deux fillettes                                   | vers 1890 | Huile sur toile | 46,5 × 55 cm    | Musée de l'Orangerie, Paris                                      | Musée                |
|         | Tête d'une jeune fille                                       | vers 1890 | Huile sur toile | 42,6 × 33,3 cm  | National Gallery of Art, Washington                              | Musée                |
|         | Jeunes Filles lisant                                         | 1890-1891 | Huile sur toile | 56,5 × 48,2 cm  | Musée d'art du comté de Los Angeles, Los Angeles                 | Musée                |
|         | Femme à la lettre                                            | 1890-1895 | Huile sur toile | 65 × 54 cm      | Musée de l'Orangerie à Paris                                     | Musée                |
|         | Femme au chapeau                                             | 1891      | Huile sur toile | 56 × 46,5 cm    | Musée national de l'Art occidental, Tokyo                        | Musée                |
|         | La Laveuse                                                   | ca 1891   | Huile sur toile | 46 × 56 cm      | Collection privée                                                | Ouvrage              |
|         | La Plage de Pornic                                           | 1892      | Huile sur toile | 27 × 41 cm      | Collection privée                                                | Arthive Ouvrage      |
|         | Baigneuse assise                                             | 1892      | Huile sur toile | 81,3 × 49,5 cm  | Metropolitan Museum, New York                                    | Ouvrage              |
|         | Baigneuse assise au rocher                                   | 1892      | Huile sur toile | 80 × 64 cm      | Collection privée                                                | Ouvrage              |
|         | Jeunes filles au piano                                       | 1892      | Huile sur toile | 116 × 81 cm     | Musée de l'Orangerie, Paris                                      | Musée                |
|         | Jeunes filles au piano                                       | 1892      | Huile sur toile | 116 × 89 cm     | Musée de l'Ermitage, Saint-Petersbourg                           | Musée                |
|         | Jeunes filles au piano                                       | 1892      | Huile sur toile | 116 × 90 cm     | Musée d'Orsay, Paris                                             | Musée                |
|         | Jeunes filles au piano                                       | 1892      | Huile sur toile | 112 × 86 cm     | Metropolitan Museum, New York                                    | Musée                |
|         | Stéphane Mallarmé                                            | 1892      | Huile sur toile | 50 × 40 cm      | Musée national du château, Versailles                            | Base Joconde         |
|         | Portrait de Mademoiselle Victorine de Bellio                 | 1892      | Huile sur toile | 55 × 46 cm      | Musée Marmottan, Paris                                           | Musée                |
|         | Jeune femme au chapeau à fleurs                              | 1892      | Huile sur toile | 41 × 33 cm      | Musée de l'Ermitage, Saint Petersbourg                           | Musée                |
|         | Jeunes Filles regardant un album                             | ca 1892   | Huile sur toile | 81,3 × 64,3 cm  | Musée des Beaux-Arts de Virginie,Richmond                        | Ouvrage              |
|         | Jeune Fille au chapeau                                       | 1892-1894 | Huile sur toile | 41 × 32 cm      | Musée de l'Ermitage, Saint-Petersbourg Ancienne collection Krebs | Ouvrage              |
|         | Jeune Fille attachant ses cheveux                            | 1892-1895 | Huile sur toile |                 | Collection particulière                                          | Ouvrage              |
|         | Baigneuse se coiffant                                        | 1893      | Huile sur toile | 92,5 × 74 cm    | National Gallery of Art, Washington                              | Musée                |
|         | Place de la Trinité                                          | 1893      | Huile sur toile | 54 × 5 cm       | Collection privée, Vente 2001                                    | Catalogue Christie's |
|         | Paysage à Beaulieu                                           | ca 1893   | Huile sur toile | 65,1 × 81 cm    | Musée des beaux-arts de San Francisco                            |                      |
|         | Jeunes Filles dans un jardin à Montmartre                    | 1893-1895 | Huile sur toile | 37 × 50 cm      | Collection privée                                                | Ouvrage              |
|         | Berthe Morisot et sa fille Julie Manet                       | 1894      | Huile sur toile | 81 × 65 cm      | Collection privée, Vente 2000                                    | Catalogue Christie's |
|         | Jeunes Filles au bord de la mer                              | 1894      | Huile sur toile | 55 × 46 cm      | Collection privée                                                | Ouvrage              |
|         | Jeune fille se peignant (La Toilette)                        | 1894      | Huile sur toile | 55 × 46 cm      | Collection privée, Vente 2017                                    | Catalogue Christie's |
|         | Route de Versailles à Louveciennes                           | 1895      | Huile sur toile | 32,6 × 41,5 cm  | Palais des beaux-arts de Lille                                   | Ouvrage              |
|         | L'Enfant et sa bonne                                         | 1895      | Huile sur toile | 79 × 63,5 cm    | Collection privée                                                | Ouvrage              |
|         | Tête de Gabrielle                                            | 1895      | Huile sur toile | 45 × 56 cm      | Collection privée                                                | Article              |
|         | Portrait de femme                                            | 1895      | Huile sur toile | 35 × 27 cm      | Musée du Louvre, Paris                                           | Musée                |
|         | Portrait d'enfants (Les Enfants de Martial Caillebotte)      | 1895      | Huile sur toile | 65 × 82 cm      | Collection privée                                                | Ouvrage              |
|         | Baigneuse aux cheveux longs                                  | ca 1895   | Huile sur toile | 82 × 65 cm      | Musée de l'Orangerie, Paris                                      | Musée                |
|         | Christine Lerolle brodant                                    | ca 1895   | Huile sur toile | 82,6 × 65,8 cm  | Columbus Museum of Art                                           | Musée                |
|         | Gabrielle, Jean et une petite fille                          | ca 1895   | Huile sur toile | 65 × 80 cm      | Collection privée                                                | Ouvrage              |
|         | Pommes et poires                                             | vers 1895 | Huile sur toile | 32 × 41 cm      | Musée de l'Orangerie, Paris                                      | Musée                |
|         | Gabrielle et Jean                                            | 1895-1896 | Huile sur toile | 65 × 54 cm      | Musée de l'Orangerie, Paris                                      | Musée                |
|         | Pommes et fleurs                                             | 1895-1896 | Huile sur toile | 32 × 41 cm      | Musée de l'Ermitage, Saint-Petersbourg                           | Musée                |
|         | Baigneuse assise dans un paysage, dite Eurydice              | 1895-1900 | Huile sur toile | 116 × 89 cm     | Musée Picasso (Paris)                                            | Base Joconde         |
|         | Baigneuse debout                                             | 1896      | Huile sur toile | 81 × 60 cm      | Collection privée                                                | Ouvrage              |
|         | La Famille de l'artiste                                      | 1896      | Huile sur toile | 173 × 140 cm    | Fondation Barnes, Merion (Pennsylvanie)                          | Musée                |
|         | Graziella                                                    | 1896      | Huile sur toile | 65,4 × 54 cm    | Detroit Institute of Arts                                        | Musée                |
|         | Femme à la collerette rouge                                  | ca 1896   | Huile sur toile | 41,3 × 33,3 cm  | Philadelphia Museum of Art                                       | Musée                |
|         | Portrait de Jeanne Baudot                                    | 1896      | Huile sur toile | 25 × 40,5 cm    | Collection privée                                                | Ouvrage              |
|         | Julie Manet à la robe rose et au chapeau à fleurs de pommier | vers 1896 | Huile sur toile | 254 × 44 cm     | Collection privée                                                | Artnet               |
|         | Christine Lerolle                                            | 1897      | Huile sur toile | 57,5 × 53,5 cm  | Collection privée                                                | Ouvrage              |
|         | Baigneuses dans la forêt                                     | ca 1897   | Huile sur toile | 73,7 × 99,7 cm  | Fondation Barnes, Merion (Pennsylvanie)                          | Musée                |
|         | Jeune fille endormie                                         | vers 1897 | Huile sur toile | 82 × 66 cm      | Musée Oskar Reinhart « Am Römerholz », Winterthour               | Musée                |
|         | Joueuse de guitare                                           | ca 1897   | Huile sur toile | 81 × 65 cm      | Musée des beaux-arts à Lyon                                      | Base Joconde         |
|         | Trois baigneuses au crabe                                    | ca 1897   | Huile sur toile | 54,6 × 65,7 cm  | Cleveland Museum of Art                                          | Ouvrage              |
|         | Yvonne et Christine Lerolle au piano                         | ca 1897   | Huile sur toile | 73 × 92 cm      | Musée de l'Orangerie, Paris                                      | Musée                |
|         | Jeune Espagnole jouant de la guitare                         | 1898      | Huile sur toile | 55,6 × 65,2 cm  | National Gallery of Art, Washington                              | Musée                |
|         | La Loge au Théâtre des Variétés                              | 1898      | Huile sur toile | 66 × 82 cm      | Collection privée                                                | Artnet               |
|         | Fête à la campagne à Berneval                                | 1898      | Huile sur toile | 60 × 73 cm      | Musée de l'Ermitage, Saint-Petersbourg                           | Musée                |
|         | La Jeune Mère                                                | 1898      | Huile sur toile | 56 × 47 cm      | Collection privée                                                | Ouvrage              |
|         | Fleurs dans un vase                                          | ca 1898   | Huile sur toile | 55 × 46 cm      | Musée de l'Orangerie, Paris                                      | Musée                |
|         | Autoportrait                                                 | 1899      | Huile sur toile | 41 × 33 cm      | Clark Art Institute, Williamstown                                | Musée                |
|         | Jean Renoir cousant                                          | ca 1899   | Huile sur toile | 55,4 × 46,5 cm  | Art Institute of Chicago                                         | Musée                |
|         | Dormeuse                                                     | 1900      | Huile sur toile | 67 × 55 cm      | Collection privée                                                | Ouvrage              |
|         | Printemps à Essoyes                                          | ca 1900   | Huile sur toile | 50,1 × 62,2 cm  | Musée d'art d'Indianapolis                                       | Musée                |
|         | La Toilette de la baigneuse                                  | 1900-1901 | Huile sur toile | 145,7 × 97,8 cm | Fondation Barnes, Merion (Pennsylvanie)                          | Musée                |
|         | Le Fils de l'artiste, Jean, dessinant                        | 1901      | Huile sur toile | 45,1 × 54,6 cm  | Musée des Beaux-Arts de Virginie, Richmond                       | Musée                |
|         | Bouquet                                                      | vers 1901 | Huile sur toile | 40 × 33 cm      | Musée de l'Orangerie, Paris                                      | Musée                |
|         | Pierrot blanc                                                | 1901-1902 | Huile sur toile | 79,1 × 61,9 cm  | Detroit Institute of Arts                                        | Musée                |
|         | Nu couché (La Boulangère)                                    | 1902      | Huile sur toile | 54 × 64,7 cm    | Collection privée                                                | Ouvrage              |
|         | La Source. Nu allongé                                        | 1902      | Huile sur toile | 67,3 × 154 cm   | Fondation Beyeler, Bâle                                          | Ouvrage              |
|         | Pêches sur une assiette                                      | 1902-1905 | Huile sur toile | 22 × 36 cm      | National Gallery of Art, Washington                              | Musée                |

## Dans le midi
| Tableau | Titre                                             | Année     | Technique       | Dimensions      | Lieu de conservation                                             | Référence            |
| ------- | ------------------------------------------------- | --------- | --------------- | --------------- | ---------------------------------------------------------------- | -------------------- |
|         | Baigneuse                                         | 1903      | Huile sur toile | 92,7 × 73,4 cm  | Österreichische Galerie, Vienne                                  | Musée                |
|         | Les Grandes Baigneuses                            | 1903      | Huile sur toile | 112 × 166 cm    | Musée Masséna à Nice                                             | Ouvrage              |
|         | Coco (Claude Renoir)                              | 1903-1904 | Huile sur toile | 29 × 24 cm      | Musée d'art de São Paulo                                         | Musée                |
|         | Ode aux fleurs (Ode aux fleurs d'après Anacréon)  | 1903-1909 | Huile sur toile | 46 × 36 cm      | Musée d'Orsay, Paris                                             | Musée                |
|         | Misia Sert                                        | 1904      | Huile sur toile | 92,1 × 73 cm    | National Gallery, Londres                                        | Musée                |
|         | Portrait de Marthe Denis                          | 1904      | Huile sur toile | 54 × 45 cm      | Morohashi Museum of Modern Art, préfecture de Fukushima          | Ouvrage              |
|         | Baigneuse                                         | 1905      | Huile sur toile | 97,1 × 73 cm    | Philadelphia Museum of Art                                       | 12 Musée]            |
|         | Coco lisant                                       | 1905      | Huile sur toile | 27,5 × 39,5 cm  | Musée Renoir de Cagnes-sur-Mer                                   | Musée                |
|         | Terrasses à Cagnes                                | 1905      | Huile sur toile | 46 × 55,5 cm    | Collection privée                                                | Ouvrage              |
|         | Bouquet de tulipes                                | ca 1905   | Huile sur toile | 44 × 37 cm      | Musée de l'Orangerie, Paris                                      | Musée                |
|         | Claude Renoir jouant                              | ca 1905   | Huile sur toile | 46 × 55 cm      | Musée de l'Orangerie, Paris                                      | Musée                |
|         | Coco (Claude)                                     | ca 1905   | Huile sur toile | 21,6 × 24,1 cm  | Fred Jones Jr. Museum of Art à Norman (Oklahoma)                 | Musée                |
|         | Fraises                                           | ca 1905   | Huile sur toile | 28 × 46 cm      | Musée de l'Orangerie, Paris                                      | Musée                |
|         | Gabrielle au jardin                               | vers 1905 | Huile sur toile | 55 × 46 cm      | Musée de l'Orangerie, Paris                                      | Musée                |
|         | Quatre études de Jean                             | 1905-1906 | Huile sur toile | 32 × 27 cm      | Musée d'art de São Paulo                                         | Musée                |
|         | Baigneuse allongée                                | 1906      | Huile sur toile | 54,8 × 65 cm    | Musée national de l'Art occidental, Tokyo                        | Musée                |
|         | Gabrielle lisant                                  | 1906      | Huile sur toile | 56 × 47 cm      | Staatliche Kunsthalle Karlsruhe                                  | Ouvrage              |
|         | La Leçon                                          | 1906      | Huile sur toile | 65 × 85 cm      | Collection privée                                                | Ouvrage              |
|         | Femme nue couchée                                 | 1906      | Huile sur toile | 67 × 160 cm     | Musée de l'Orangerie, Paris                                      | Musée                |
|         | La Frivolité                                      | ca 1906   | Huile sur toile | 56,5 × 46,7 cm  | Philadelphia Museum of Art                                       | Musée                |
|         | La Promenade                                      | ca 1906   | Huile sur toile | 165 × 129 cm    | Fondation Barnes, Merion (Pennsylvanie)                          | Musée                |
|         | Maison de la Poste, Cagnes                        | 1906-1907 | Huile sur toile | 13 × 22,5 cm    | National Gallery of Art, Washington                              | Musée                |
|         | Grand nu (Nu sur les coussins)                    | 1907      | Huile sur toile | 70 × 155 cm     | Musée d'Orsay, Paris                                             | Musée                |
|         | Le Petit peintre (Claude Renoir)                  | 1907      | Huile sur toile | 55 × 46 cm      | Collection privée, Vente 2020                                    | Catalogue Christie's |
|         | La toilette : femme se peignant                   | 1907-1908 | Huile sur toile | 55 × 46,5 cm    | Musée d'Orsay, Paris                                             | Musée                |
|         | Etude d'une statuette de Maillol                  | vers 1907 | Huile sur toile |                 | Collection particulière                                          |                      |
|         | Ambroise Vollard                                  | 1908      | Huile sur toile | 81,6 × 65,2 cm  | Institut Courtauld, Londres                                      | Musée                |
|         | Gabrielle reprisant                               | 1908      | Huile sur toile | 64 × 54 cm      | Collection privée                                                | Ouvrage              |
|         | Portrait de Claude Renoir                         | 1908      | Huile sur toile | 56 × 47 cm      | Musée d'art de São Paulo                                         | Musée                |
|         | Les Vignes à Cagnes                               | 1908      | Huile sur toile | 46,4 × 55,2 cm  | Brooklyn Museum, New York                                        | Musée                |
|         | Gabrielle en blouse ouverte                       | ca 1908   | Huile sur toile | 65,5 × 53,5 cm  | Collection privée                                                | Ouvrage              |
|         | Ravaudeuse à la fenêtre                           | ca 1908   | Huile sur toile | 65 × 55 cm      | Musée d'art de La Nouvelle-Orléans                               | Ouvrage              |
|         | La Ferme des Collettes                            | 1908-1914 | Huile sur toile | 54,6 × 65,4 cm  | Metropolitan Museum, New York                                    | Musée                |
|         | Cariatides                                        | 1909      | Huile sur toile | 130 × 41 cm     | Musée Renoir, Cagnes-sur-Mer                                     | Musée d'Orsay        |
|         | La Baigneuse brune (Gabrielle s'essuyant)         | 1909      | Huile sur toile | 92 × 73 cm      | Collection privée                                                | Ouvrage              |
|         | Claude Renoir en clown                            | 1909      | Huile sur toile | 120 × 77 cm     | Musée de l'Orangerie, Paris                                      | Musée                |
|         | Danseuse aux castagnettes                         | 1909      | Huile sur toile | 155 × 64,8 cm   | National Gallery, Londres                                        | Musée                |
|         | Danseuse au tambourin                             | 1909      | Huile sur toile | 155 × 64,8 cm   | National Gallery, Londres                                        | Musée                |
|         | Femme reprisant                                   | ca 1909   | Huile sur toile | 38,7 × 28,9 cm  | Fondation Barnes, Merion (Pennsylvanie)                          | Musée                |
|         | Nu couché, vu de dos (Le Repos après le bain)     | ca 1909   | Huile sur toile | 41 × 52 cm      | Musée d'Orsay, Paris                                             | Musée                |
|         | Bouquet de roses                                  | 1909-1913 | Huile sur toile | 46 × 38 cm      | Musée de l'Ermitage, Saint-Pétersbourg                           | Musée                |
|         | Autoportrait au chapeau blanc                     | 1910      | Huile sur toile | 42 × 33 cm      | Collection privée                                                | Ouvrage              |
|         | Autoportrait                                      | 1910      | Huile sur toile | 46 × 38 cm      | Collection privée                                                | Ouvrage              |
|         | Madame Renoir                                     | vers 1910 | Huile sur toile | 80 × 64 cm      | Wadsworth Atheneum, Hartford                                     | Musée                |
|         | Coco (Claude Renoir)                              | 1910      | Huile sur toile | 55 × 46,4 cm    | Musée des Beaux-Arts (Boston)                                    | Musée                |
|         | Gabrielle aux bijoux                              | 1910      | Huile sur toile | 81 × 65 cm      | Collection privée                                                | Ouvrage              |
|         | Geneviève Bernheim de Villers                     | 1910      | Huile sur toile | 55 × 44 cm      | Musée d'Orsay, Paris                                             | Musée                |
|         | Jean Renoir en chasseur                           | 1910      | Huile sur toile | 172,7 × 88,9 cm | Musée d'Art du comté de Los Angeles                              | Musée                |
|         | Madame Josse Bernheim-Jeune et son fils Henry     | 1910      | Huile sur toile | 92,5 × 73,3 cm  | Musée d'Orsay, Paris                                             | Musée                |
|         | Monsieur et Madame Bernheim de Villers            | 1910      | Huile sur toile | 81 × 65,4 cm    | Musée d'Orsay, Paris                                             | Musée                |
|         | Nature morte avec citrons et coupe                | 1910      | Huile sur toile | 17,5 × 28 cm    | Fundação Cultural Ema Gordon Klabin, São Paulo                   | Musée                |
|         | Paul Durand-Ruel                                  | 1910      | Huile sur toile | 65 × 54 cm      | Collection Durand-Ruel à Paris                                   | Ouvrage              |
|         | Portrait de Wilhelm Mühlfeld                      | 1910      | Huile sur toile | 55 × 45,8 cm    | Southampton City Art Gallery                                     | Musée                |
|         | Baigneuse s'essuyant la jambe                     | ca 1910   | Huile sur toile | 84 × 65 cm      | Musée d'art de São Paulo                                         | Musée                |
|         | Femme à la rose                                   | ca 1910   | Huile sur toile | 52,4 × 46,4 cm  | Musée national de l'Art occidental, Tokyo                        | Musée                |
|         | Portrait d'enfant                                 | 1910-1912 | Huile sur toile | 41 × 33 cm      | Musée Picasso (Paris)                                            | Base Joconde         |
|         | Roses dan sun vase                                | 1910-1917 | Huile sur toile | 61 × 51 cm      | Musée de l'Ermitage, Saint-Pétersbourg                           | Musée                |
|         | Ambroise Vollard au foulard rouge                 | 1911      | Huile sur toile | 30 × 25 cm      | Petit Palais, Paris                                              | Musée                |
|         | Alexandre Thurneyssen en jeune pâtre              | 1911      | Huile sur toile | 75 × 93 cm      | Rhode Island School of Design Museum à Providence (Rhode Island) | Ouvrage              |
|         | Tea Time (Amélie Diéterle)                        | 1911      | Huile sur toile | 92,1 × 73,7 cm  | Fondation Barnes, Merion (Pennsyvanie)                           | Musée                |
|         | Gabrielle à la rose                               | 1911      | Huile sur toile | 55,5 × 47 cm    | Musée d'Orsay, Paris                                             | Musée                |
|         | Réunion dans le jardin (inachevé)                 | 1911-1915 | Huile sur toile | 46 × 38 cm      | Musée d'Orsay, Paris                                             | Musée                |
|         | Conversation                                      | 1912      | Huile sur toile | 54 × 65 cm      | Musée national de Cardiff                                        | Musée                |
|         | Après le bain                                     | 1912      | Huile sur toile | 67 × 52,5 cm    | Kunstmuseum à Winterthour                                        | Ouvrage              |
|         | Grand Nu assis                                    | 1912      | Huile sur toile | 93 × 74 cm      | Musée d'art de São Paulo                                         | Musée                |
|         | Baigneuse assise                                  | 1912      | Huile sur toile | 55 × 46 cm      | Collection privée, Vente Piasa                                   | Annonce 2003         |
|         | Les Laveuses                                      | ca 1912   | Huile sur toile | 65,5 × 54,5 cm  | Collection privée                                                | Ouvrage              |
|         | Femme prenant du chocolat                         | ca 1912   | Huile sur toile | 54,3 × 64,8 cm  | Fondation Barnes, Merion (Pennsylvanie)                          | Musée                |
|         | Grande baigneuse                                  | vers 1912 | Huile sur toile | 91 × 65 cm      | Collection Akram Ojjeh                                           | Ouvrage              |
|         | Baigneuse assise                                  | 1913      | Huile sur toile | 82 × 65,8 cm    | Collection privée                                                | Ouvrage              |
|         | Gabrielle en blouse rouge                         | 1913      | Huile sur toile | 23,5 × 20 cm    | Collection privée                                                | Ouvrage              |
|         | Portrait de Gertrude Osthaus                      | 1913      | Huile sur toile | 55 × 46,4 cm    | Musée Folkwang, Essen                                            | Musée                |
|         | Portrait de la poétesse Alice Vallières-Merzbach  | 1913      | Huile sur toile | 92 × 73 cm      | Association des amis du Petit-Palais à Genève                    | Ouvrage              |
|         | La Boulangère (La Laitière)                       | 1913-1914 | Huile sur toile | 35 × 31 cm      | Musée de Grenoble                                                | Base Joconde         |
|         | Le Jugement de Pâris                              | 1913-1914 | Huile sur toile | 73 × 92 cm      | Museum of Art à Hiroshima                                        | Ouvrage              |
|         | Liseuse à la Vénus (Gabrielle avec une sculpture) | 1913-1915 | Huile sur toile | 51 × 47 cm      | Collection privée                                                | Ouvrage              |
|         | Tilla Durieux                                     | 1914      | Huile sur toile | 92,1 × 73,7 cm  | Metropolitan Museum, New York                                    | Musée                |
|         | Véra Sergine Renoir                               | 1914      | Huile sur toile | 49 × 59 cm      | Musée Botero à Bogota                                            | Musée                |
|         | Baigneuse assise s'essuyant une jambe             | 1914      | Huile sur toile | 51 × 41 cm      | Musée de l'Orangerie, Paris                                      | Musée                |
|         | Baigneuse assise                                  | 1914      | Huile sur toile | 81 × 67 cm      | Art Institute of Chicago                                         | Musée                |
|         | Femmes au bain                                    | ca 1915   | Huile sur toile | 40,5 × 51 cm    | Nationalmuseum, Stockholm                                        | Ouvrage              |
|         | Blonde à la rose                                  | ca 1915   | Huile sur toile | 64 × 54 cm      | Musée de l'Orangerie, Paris                                      | Musée                |
|         | Gabrielle au chapeau                              | 1915-1916 | Huile sur toile | 55 × 37 cm      | Musée de Grenoble                                                | Base Joconde         |
|         | Odalisque dormant                                 | 1915-1917 | Huile sur toile | 50 × 53 cm      | Musée d'Orsay, Paris                                             | Musée                |
|         | Femme au chapeau                                  | 1915-1919 | Huile sur toile | 26 × 26 cm      | Musée de l'Orangerie, Paris                                      | Musée                |
|         | Baigneuses                                        | 1916      | Huile sur toile | 73 × 93 cm      | Fondation Barnes, Merion (Pennsylvanie)                          | Musée                |
|         | Portrait de modèle en buste                       | 1916      | Huile sur toile | 55 × 46 cm      | Musée Picasso                                                    | Base Joconde         |
|         | Trois femmes dans un paysage                      | 1916      | Huile sur toile | 65,3 × 54,3 cm  | Musée national de l'Art occidental, Tokyo                        | Musée                |
|         | Nu couché et domestique servant du thé            | 1916-1917 | Huile sur toile | 50,3 × 60,0 cm  | Musée Pola, Hakone                                               | Musée                |
|         | Ambroise Vollard en toréador                      | 1917      | Huile sur toile | 102,2 × 83,2 cm | Nippon Television, Tōkyō                                         | Ouvrage              |
|         | Baigneuse                                         | 1917-1918 | Huile sur toile | 52,7 × 33 cm    | Philadelphia Museum of Art                                       | 1 Musée]             |
|         | Cinq Baigneuses                                   | 1917-1918 | Huile sur toile | 65 × 80 cm      | Fondation Barnes, Merion (Pennsylvanie)                          | Musée                |
|         | Femme accoudée                                    | 1917-1919 | Huile sur toile | 23 × 32 cm      | Musée de l'Orangerie, Paris                                      | Musée                |
|         | Adèle Besson                                      | 1918      | Huile sur toile | 41 × 36,8 cm    | Musée des beaux-arts et d'archéologie de Besançon                | Ouvrage              |
|         | Femme laçant sa chaussure                         | ca 1918   | Huile sur toile | 50,5 × 56,5 cm  | Institut Courtauld, Londres                                      | Musée                |
|         | Les Baigneuses                                    | 1918-1919 | Huile sur toile | 110 × 160 cm    | Musée d'Orsay, Paris                                             | Musée                |
|         | Le Concert                                        | 1918-1919 | Huile sur toile | 75,6 × 92,7 cm  | Musée des beaux-arts de l'Ontario, Toronto                       | Musée                |
|         | Femme à la mandoline                              | 1919      | Huile sur toile | 55 × 55 cm      | Collection privée                                                | Ouvrage              |
|         | Vase de roses                                     | 1919      | Huile sur toile | 37 × 31,5 cm    | Collection privée                                                | Ouvrage              |